# Ice on the Dune
Ice on the Dune — второй студийный альбом австралийской электронной группы Empire of the Sun, вышедший в июне 2013 года.

## Раскрутка альбома
11 марта 2013 года был выпущен трейлер к альбому производства компании Bad Robot Productions, режиссёр — Джей Ди Диллард. Предыстория альбома выглядит следующим образом: мир оказался под властью Короля Теней, сумевшего выкрасть из короны Императора священный камень, на протяжении веков поддерживавший мир в гармонии; однако Император и его Пророк, лишённые большей части своих сил, не теряют надежды восстановить равновесие.
15 апреля 2013 года вышел сингл «Alive» и альбом стал доступен для пред-заказа на iTunes. Видеоклип к «Alive» был снят в Брайс-Каньон, штат Юта.
Для раскрутки альбома группа давала выступления на различных фестивалях в США; 30 мая 2013 года, в преддверии выхода альбома, Стил (без Литтлмора) выступил в Сиднейском оперном театре в рамках фестиваля Vivid Sydney. 18 июня дуэт впервые появился на американском телевидении, выступив в Jimmy Kimmel Live!. В поддержку альбома Empire of the Sun выступали на таких фестивалях как Splendour in the Grass и Made in America.
Во время фестиваля Sziget в Будапеште Люк Стил в интервью NME прокомментировал вышедший в том же году альбом Daft Punk Random Access Memories: «Я понимал, что альбом Daft Punk получит больше освещения в прессе, чем наша запись, но я не беспокоился. Ice on the Dune заполнен такими великолепными песнями, что он будет в памяти дольше, чем иные альбомы, вышедшие в то же самое время. У них была большая маркетинговая кампания, зато у нас лучше песни».

## Темы
По словам Литтлмора, на написание альбома повлияли частые путешествия и переезды, а также «гнёт расстояния», прежде всего к семье. В интервью Metrolyrics Литтлмор сказал: «Я думаю, значительная часть того, о чём мы написали — о расстоянии, тоске и, я полагаю, о способе передачи сообщения всему миру, что есть некое силовое поле, защищающее всех нас и — независимо от того, где вы — если в вашем сердце кто-то есть, в каком-то смысле вы вместе с ними».
Говоря о названии альбома, Люк Стил сравнил его с «невидимой колибри, залетевшей к вам со всей этой музыкой и лирикой. Лёд на дюне. […] Когда мы снимали первое видео, всюду были огромные дюны со скользким льдом. Лёд на дюне, по стечению обстоятельств.» На вопрос, что должны извлечь из альбома слушатели, Стил ответил: «его красота — вот что люди получат от него. […] Люди должны открывать свои души, слушая музыку.»

## Композиции
Альбом открывается инструментальной «Lux», которую многие критики сравнили с творчеством Дэнни Эльфмана за оркестровое и кинематографичное качество. Композиция написана при участии Генри Хея, с которым Литтлмор встретился в Нью-Йорке при содействии звукорежиссёра Фила Рамона.
«DNA» соединяет в себе «свежие акустические пассажи и пульсирующий синтезатор». Он был выпущен в качестве промосингла во время выпуска альбома. 5 сентября 2013 года вышел официальный видеоклип.
Первый сингл с альбома, «Alive», основанный на синтипопе с элементами хауса, критики назвали «цепляющим» и «жизнеутверждающим электро-фуззом»; The Guardian назвал его и последующий трек, «Concert Pitch», «безумно оптимистичными сладостями». Композиция вошла в саундтрек игры FIFA 14.
Нил Эшман из Drowned in Sound написал, что «Concert Pitch» «имеет пробивной диско-пульс и задумчивый хриплый вокал», а Сара Х. Грант из Consequence of Sound описала трек как «истерию танцпола, навеянную Нилом Теннантом». В интервью Moshcam Стил сказал, что он написал её в отеле Санта-Моники и что песня напоминает ему о Брюсе Спрингстине и Томе Петти: «У меня было реальное… расстройство… я был так сильно смущён моим положением… в музыкальном мире» — комментируя первую строку текста: «I don’t wanna be so complicated» («Я не хочу быть таким сложным»).
Заглавный трек, «Ice on the Dune» был особенно отмечен рецензентом PopMatters за наличие вокала «из 80-х». Композиция написана под влиянием евродэнса и снабжёна «задумчивым припевом».В Allmusic предположили также влияние софт-рока.
«Awakening» также содержит элементы диско и «звучания Донны Саммер».
Среднетемповая «I’ll Be Around» была названа «эфирной» и «затопленной ревербацией». Стила похвалили за его «изящный вокальный подход» к композиции, а Эшман назвал её «необычайно благоухающей Mew». В интервью Music Unlimited Литтлмор говорит об «I’ll Be Around» как об «отличном послании друг другу — Люку и мне, нашим любимым и нашим семьям, нашим фанатам. Мы всегда будем рядом.»
Главным образом инструментальная «Old Flavours» была отмечена критиками за тропические и диско-элементы.
«Celebrate» — трек в стиле электроник-рок с танцевальным битом и роботизированным автотюном вокалом, описанный как «пульсирующий клубный джем, вдохновлённый Мадонной». Последующая «Surround Sound» была отмечена за свою лирическую составляющую. Композицию назвали «невероятно бодрой и забавной». И «Celebrate», и «Disarm» были названы «электронной танцевальной музыкой в самом тёплом её звучании».
Госпел в «Keep a Watch» вызвал у ряда критиков сравнение с Дэвидом Боуи, чаще всего в негативном ключе. Allmusic назвала её «сбалансированной фортепиано-балладой, скатившейся в раздутый спектакль и заканчивающей альбом в переутомлённом всплеске порошкообразных слёз».

## Отзывы критиков

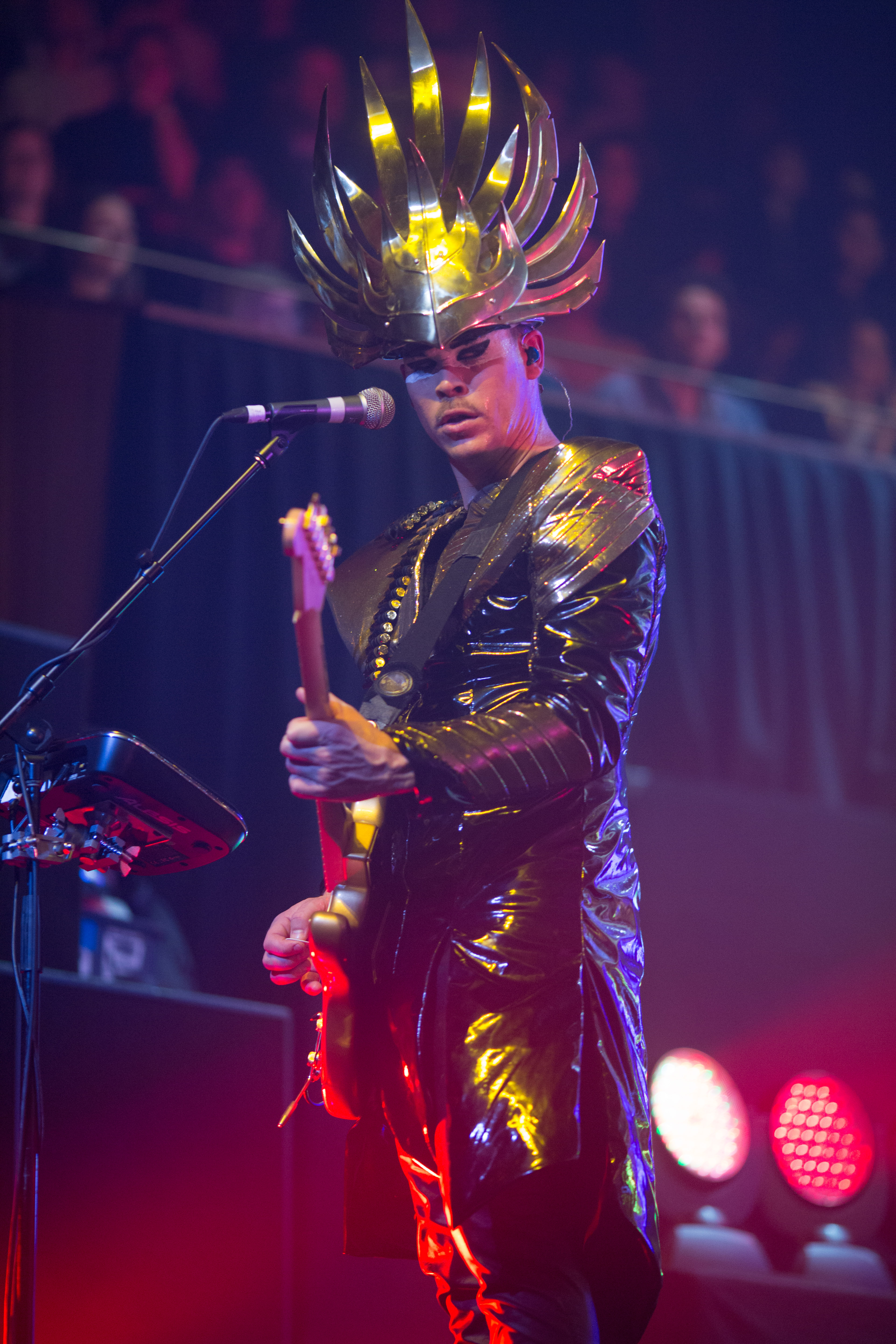
Люк Стил на концерте в Сиднее, 2013 год

Ice on the Dune получил главным образом положительные отзывы критиков. Тим Сендра из Allmusic пишет, что «модерн-поп не может звучать лучше, чем на этом альбоме. Дуэт Люка Стила и Ника Литтлмора с лазерно-острой интенсивностью сосредотачивается на альбоме, который на 110 % в стиле „поп“, без острых краёв и яркого света, раздутых до гигантских пропорций. Композиции снабжены супер-пронзительными припевами, бесконечно приятные аранжировки построены на акустических, электронных и программирующих инструментах и ледяных, непрерывных битах… всё здесь звучит как радиохит», заключая, что «способность дуэта создавать прекрасный поп-саунд, глубина в их песнях и эмоции, которые передают их голоса, делают эту запись лучше, чем кто-либо ожидал».
Марк Баумонт (NME) дал альбому 4 из 10, комментируя, что после открывающего трека Ice on the Dune «состоит из 11 повторяющихся чартовых вспышек, расположенных между Кельвином Харрисом и Уайли, и кричащих, чтобы их использовали в рекламе Coca-Cola». Хотя он отметил, что альбом «спасает воздушный фальцет Люка Стила», «в попытке подать себя как Поп-Звезду модерн-глэма а-ля Боуи, он был втянут в невзрачность современной поп-музыки а-ля Гага; его эстетизм карнавально-смешон, и эта мешанина подаётся куда более серьёзно, чем даже он, кажется, понимает».
The Independent дала альбому 4 из 5, назвав Ice on the Dune «цельным набором элегического синтипопа, испещрённых блёстками мелодий, непрерывно-пиковых басовых партий, аккордов, бьющих прямо в сердце, и фантастического фальцета. Великолепно.»
Рецензент PopMatters похвалил заглавную композицию («головокружительное, экспансивное слияние всего лучшего от
такого количества несопоставимых звуков») и «I’ll Be Around» («нежный вокал и пробуждающая воспоминания музыка») и поставил альбому 8 из 10, утверждая, что альбом превосходит дебютный альбом группы, и заключив, что «Empire of the Sun представила хорошо взбитый коктейль из диско, элетропопа и просто веселья, заставляющий вспомнить великих, но не копируя их напрямую. Это непростой трюк, но они с ним справились и, имея этот релиз, двигаются в большое будущее».
Нил Эшман из Drowned in Sound дал альбому 6 из 10 и заметил, что «дуэт, по-видимому, слишком рад своему шаблону, раз он оставил Ice on the Dune монотонным в настроении, текстуре и структуре, — что напоминает Personality… следующая песня звучит во многом как предыдущая». Эшман полагает, что «самое большое разочарование альбома — отсутствие выдающихся треков, какими были „Walking on a Dream“ и „We Are the People“ с предыдущего альбома. Возможно, с большим количеством нюансов они смогут использовать свой потенциал, чтобы стать одним из самых интригующих электро-поп-дуэтов современности — но на Ice on the Dune их потенциал остался нераскрытым».
Многие рецензенты отметили схожесть некоторых композиций, особенно «Awakening» и «Celebrate», с работами Daft Punk; в Consequence of Sound посчитали, что большая часть альбома уходит корнями в новую волну; в некоторых треках есть элементы дабстепа («Concert Pitch», «Awakening», «Old Flavours»).
iTunes Australia назвала Ice on the Dune лучшим поп-альбомом 2013 года; рецензенты Yahoo! Music — лучшим альбомом 2013 года.

## Список композиций
| №   | Название          | Автор(ы)                                                    | Длительность |
| --- | ----------------- | ----------------------------------------------------------- | ------------ |
| 1.  | «Lux»             | Люк Стил, Ник Литтлмор, Генри Хэй                           | 1:25         |
| 2.  | «DNA»             | Стил, Литтлмор, Питер Мэйс, Джон Хилл                       | 3:54         |
| 3.  | «Alive»           | Стил, Литтлмор, Мэйс, Джонатан Слоан, Стивен Бах            | 3:24         |
| 4.  | «Concert Pitch»   | Стил, Литтлмор, Мэйс, Слоан                                 | 3:40         |
| 5.  | «Ice on the Dune» | Стил, Литтлмор, Мэйс, Слоан                                 | 3:25         |
| 6.  | «Awakening»       | Стил, Литтлмор, Мэйс, Слоан                                 | 3:45         |
| 7.  | «I'll Be Around»  | Стил, Литтлмор, Мэйс, Слоан                                 | 4:30         |
| 8.  | «Old Flavours»    | Стил, Литтлмор, Мэйс, Слоан                                 | 3:54         |
| 9.  | «Celebrate»       | Стил, Литтлмор, Мэйс, Слоан, Скотт Хорскрофт, Даниэль Джонс | 3:19         |
| 10. | «Surround Sound»  | Стил, Литтлмор, Мэйс, Слоан                                 | 3:17         |
| 11. | «Disarm»          | Стил, Литтлмор, Слоан                                       | 3:51         |
| 12. | «Keep a Watch»    | Стил, Литтлмор, Мэйс, Бах                                   | 4:28         |

На Amazon MP3 в качестве бонус-трека предоставлен «Alive» (Gold Fields remix).

## Чарты
| Страна             | Чарт                                          | Высшая позиция |
| ------------------ | --------------------------------------------- | -------------- |
| Австралия          | ARIA Charts                                   | 3              |
| Австрия            | Ö3 Austria Top 40                             | 37             |
| Бельгия (Валлония) | Ultratop                                      | 35             |
| Бельгия (Фландрия) | Ultratop                                      | 40             |
| Великобритания     | UK Albums Chart                               | 24             |
| Греция             | IFPI Greece                                   | 32             |
| Германия           | Media Control Charts                          | 34             |
| Ирландия           | англ. Irish Albums Chart                      | 26             |
| Италия             | Federazione Industria Musicale Italiana       | 41             |
| Нидерланды         | MegaCharts                                    | 53             |
| Новая Зеландия     | Recording Industry Association of New Zealand | 16             |
| Норвегия           | VG-lista                                      | 25             |
| США                | Billboard 200                                 | 20             |
| США                | Dance/Electronic Albums                       | 2              |
| Шотландия          | Scottish Albums Chart                         | 31             |
| Швейцария          | Schweizer Hitparade                           | 7              |

## В записи участвовали
| - Люк Стил — вокал, электрогитара, клавишные; - Ник Литтлмор — клавишные; - Питер Мэйс; - Донни Слоан; - Генри Хэй — оркестровые аранжировки («Lux»); - Брайан Килгор — перкуссия и магия («Lux», «I’ll be Around», «Keep a Watch»); - Констанс Хауман — вокал («Lux»); - Бен Уитт — гитара («DNA», «Concert Pitch», «Ice on the Dune»); - Стивен Бах — клавишные («Alive»), пианино («Keep a Watch»); - Лиам Гернер — гитара («Alive», «Ice on the Dune», «Awakening»); - Дэниэл Джонс — вокал («Celebrate»); - Джерри Барнс — бас-гитара («Surround Sound», «Keep a Watch»); - Феликс Блоксом — ударные («Surround Sound»); - Тавата Эджи, Эверетт Брэдли, Шэрон Брайант, Деннис Коллинз, Кэтрин Расселл — хор («Keep a Watch»); | Студии: - Linear Studios (Сидней) - Forgotten Valley Studio (Лоуэр-Мэнгрув) - The Dungeon (Перт) - The Muse (Лондон) - The Chateau (п-ов Коромандел) - Down Town Music (Нью-Йорк) - Circle House (Майами) - Sear Sound (Нью-Йорк) - Avatar Studio (Нью-Йорк) - Sage and Sound (Лос-Анджелес) - West Lake Studios (Лос-Анджелес) - Nicks 9th Street (Нью-Йорк) - Pulse Studios (Лос-Анджелес) - John Hills Studio (Лос-Анджелес) |